# Gê (popolo)
Gê è un gruppo di tribù amerinde del Brasile sud-orientale e dell'Argentina nord-occidentale, avente un'omogenea e precisa unità etnica e linguistica, compresa fra le lingue amerinde.
Fin dal XVI secolo i Gê furono noti per la ferocia e bellicosità con cui si opposero alla penetrazione dei bianchi e per le frequenti lotte ingaggiate contro le altre tribù indigene.
Proprio per questi continui e feroci scontri il loro numero, una volta molto elevato, ora si è decisamente ridotto.
L'agricoltura, benché praticata, è meno importante della caccia e della pesca.
Possiedono una limitata organizzazione politica mentre hanno una notevole organizzazione sociale che si rivela nelle numerose cerimonie e nelle particolari usanze estetiche, infatti, alcuni si pitturano il corpo e si inseriscono un disco di legno nel labbro inferiore e nel lobo dell'orecchio.
Le tribù principali del gruppo, ormai in via di estinzione, sono quelle dei Cayapò, degli Akua, dei Botocudo e dei Crenak.